# Hornkorpar
Hornkorpar (Bucorvidae) är en fågelfamilj med det enda släktet Bucorvus i ordningen Bucerotiformes, härfåglar och näshornsfåglar. Familjen omfattar bara två arter som lever i Afrika. Tidigare kallades familjen markhornkorpar.

## Systematik
Släktet Bucorvus har tidigare placerats i familjen näshornsfåglar (Bucerotidae) och vissa gör det fortfarande. Numera har dock släktet oftast brutits ut och hänförs till den egna familjen Bucorvidae, som är systergrupp till Bucerotidae.
Familjen omfattar bara släktet Bucorvus med två arter:
- Nordlig hornkorp (Bucorvus abyssinicus) som förekommer på stäpper och savanner söder om Sahara.
- Sydlig hornkorp (Bucorvus leadbeateri) som förekommer från Kenya till Angola och Sydafrika.

## Utseende och anatomi
Hornkorparna har svart fjäderdräkt frånsett vita handpennor som bara syns i flykten, samt fjäderlösa röda eller blå hudpartier på huvudet. De har en lång och kraftig sabelformad näbb. Ytligt kan de påminna något om stora korpar. De har 15 halskotor, medan näshornsfåglarna har 14. Benen är längre, och de har en speciell sena mellan bäckenet och lårbenet.
Hanar väger 3,5 till 6,1 kg och honor 2,2 till 4,6 kg.

## Ekologi
Till skillnad från sina släktingar näshornsfåglarna går och springer hornkorparna bra på marken. Hornkorparna lever på marken på stäpper och savanner med kort gräs. De kan springa med en hastighet av upp till 30 km/tim vilket är ungefär samma hastighet som när den flyger.
De lever territoriellt i revir på cirka 100 kvadratkilometer i grupper på upp till tio individer. Reviret hävdas genom dova läten. Endast ett dominant par fortplantar sig. De häckar i klippskrevor eller i ihåliga träd, helst apbrödträd (baobab). Den ruvande honan matas av hanen, men muras inte in vilket sker hos näshornsfåglarna. Honan kan lämna ruvningsplatsen och själv födosöka. Hornkorpar livnär sig huvudsakligen på stora insekter och små ryggradsdjur. Ibland förtär de ödlor, små däggdjur och fågelungar. Hornkorparna är värddjur för fågellöss av släktet Burvellus, som bara lever på dessa båda arter.

## Status och hot
Hornkorparna är inte vanliga i sitt utbredningsområde, men räknas inte som hotade av IUCN.